# Hypothyris leprieuri
Espèce
Synonymes
- Heliconia leprieuri Feisthamel, 1835

Hypothyris leprieuri est une espèce de papillons de la famille des Nymphalidae, de la sous-famille des Danainae et du genre Hypothyris.

## Systématique
L'espèce Hypothyris leprieuri a été décrite en 1835 par le militaire et entomologiste français Joachim Feisthamel (1791-1851) sous le protonyme d’Heliconia leprieuri.

## Liste des sous-espèces
- Hypothyris leprieuri leprieuri ; Guyana et Guyane
- Hypothyris leprieuri catilla (Hewitson, 1876) ; Bolivie
- Hypothyris leprieuri ignorata (Haensch, 1905) ; Brésil
- Hypothyris leprieuri michaelisi (Haensch, 1909) ; Brésil
- Hypothyris leprieuri nemea (Weymer, 1899) ; Surinam
- Hypothyris leprieuri ninyas d'Almeida, 1945 ; Brésil
- Hypothyris leprieuri ssp ; Brésil[1]
- Hypothyris leprieuri ssp ; Pérou
- Hypothyris leprieuri ssp ; Brésil
- Hypothyris leprieuri ssp ; Brésil[1]

## Noms vernaculaires
Hypothyris leprieuri se nomme Leprieuri Tiger Clearwing en anglais.

## Description
Hypothyris leprieuri est un papillon à corps fin, aux ailes à apex arrondi et aux ailes antérieures à bord interne concave. Les ailes antérieures sont à base orange et apex marron orné d'une ligne submarginale de points blancs, avec entre eux une large bande dentelée crème allant du milieu du bord costal à l'angle externe.
bordées de marron avec deux plages transparentes et une ligne submarginale de points blancs dans la bordure marron.  Les ailes postérieures sont orange, marquées d'une ligne marron et bordées de marron avec une ligne submarginale de points blancs.
Le revers est semblable.

## Écologie et distribution
Hypothyris leprieuri est présent en Bolivie, au Brésil, au Pérou, au Surinam, au Guyana et en Guyane.

### Protection
Pas de statut de protection particulier.

## Étymologie
Son épithète spécifique, leprieuri, lui a été donnée en l'honneur de M. Leprieur qui a trouvé cette espèce en juillet et août 1835. 

## Publication originale
- Le Baron Feisthamel, « Heliconia leprieuri », Annales de la Société entomologique de France, Paris, SEF et Taylor & Francis, vol. 4,‎ 1835, p. 631-632 (ISSN 0037-9271 et 2168-6351, OCLC 1765810, lire en ligne).